# Eyserweg
De Eyserweg is een straatnaam en een heuvel in het Heuvelland gelegen bij Eys in het zuiden van de Nederlandse provincie Limburg. De weg ligt tussen Eys en Trintelen door de Grachterdalgrub en loopt vanaf het Eyserbeekdal het Plateau van Ubachsberg op.

## Wielrennen
De helling is meermaals opgenomen in de wielerklassieker Amstel Gold Race. De klim wordt dan eenmaal bedwongen, als zeventiende klim na de Plettenberg en voor Huls. In het verleden werd de helling in de Amstel Gold Race aangeduid als Mingersberg. Terwijl er ook een Mingersberg bij de plaats Ubachsberg is in Zuid-Limburg. Deze heuvel wordt ook aangedaan door de Amstel Gold Race, waaronder de laatste jaren, maar dan onder de naam Korenweg.
Ook een etappe uit de Ronde van Frankrijk voerde over deze weg.